# Дин Лижън
Дин Лижъ̀н (изписвано и като Дин Лирèн според най-близкото звучене на превода от оригиналното име на китайски: 丁立人) е китайски гросмайстор, бивш световен шампион по шахмат и двукратен олимпийски шампион с отбора на Китай. 
През януари 2004 г. Дин започва с рейтинг ЕЛО от 2230 точки. Той бързо започва да се изкачва в листата, като до ноември 2010 г. преминава границата от 2600 т., а до октомври 2012 г. достига и супергросмайсторската граница 2700 точки. През септември 2018 г. става 14-ият елитен „супергросмайстор“ в света, преминал границата от 2800 точки.
През август 2015 г. Дин става втория китайски шахматист, който влиза в топ 10 на ранглиста на ФИДЕ. Най-високото място, до което достига е 2-ро, когато неговото ЕЛО достига до 2799 (април 2022) и 2806 (май 2022). Това го класира за Турнира на кандидатите, в който завършва на II място през юли 2022 г., а през април 2023 г. спечелва и мача за титлата и става световен шампион. През юли 2016 г. за кратък период той е най-високопоставеният играч по „блиц“ шахмат.

## Шахматна кариера
Дин Лижън е роден на 24 октомври 1992 г. в град Уънджоу, Китай. Започва да играе шах на четиригодишна възраст.
Лирен остава втори след оспорвани мачове за първото място на световните първенства по шах за деца до 10 и 12-годишна възраст, проведени в Ираклио, Гърция през 2002 и 2004 година.
На световното първенство по шах за младежи през 2012 г. Дин завършва на трето място на половин точка зад Ричърд Рапорд и крайния победител Александър Ипатов. През същата година остава втори на турнира Спайс Къп само на половин точка зад победителя Максим Вашие-Лаграв и на половин точка пред Уесли Со.  През февруари 2014 г. Дин завършва на четвърто място на турнира Рейкявик Оупън на половин точка зад лидерите, сред които са Павел Елянов и Уесли Со. 
Най-добрите турнирни представяния на Дин Лижън са на турнирите Вайк ан Зее през 2015 и 2016 г. На турнира през 2015 г. той прави резултат от 8,5/13 точки. С този си резултат той дели второто място с Аниш Гири, Уесли Со и Максим Вашие-Лаграв, които са само на половин точка зад победителя Магнус Карлсен. Този резултат го поставя в топ 20 на ранглиста на ФИДЕ и вторият най-добър играч в Азия след Вишванатан Ананд. На турнира през 2016 г. Дин Лижън отново дели второто място, но този път само с Фабиано Каруана. Победител отново е Магнус Карлсен.
Дин е трикратен национален шампион по шах на Китай (2009, 2011, 2012). Два пъти представлява страната си на шахматни олимпиади. През август 2014 г. той участва в китайския отбор на 41-та шахматна олимпиада, където печели отборното първенство за мъже за първи път за Китай и бронзов медал индивидуално. През октомври 2018 г. Дин играе на първа дъска в китайския отбор на 43-та шахматна олимпиада, като отново печели отборното първенство. През 2015 г. печели златен медал с отбора на Китай, а индивидуално взема среброто на световния отборен шампионат. 
На 21 септември 2017 г. Дин Лижън става първият китайски шахматист, който се класира в турнира на кандидатите за световната титла, като побеждава Уесли Со на полуфинал за Световната купа по шах. На финала той е победен само в бързите игри от Левон Аронян. В турнира на кандидатите завършва непобеден на четвърто място от осем играчи.
На 31 май 2018 г. Дин Лижън е ранен при катастрофа с велосипед в Норвегия и е трябвало да се подложи на операция на бедрата си. В резултат той напуска текущия турнир Altibox Norway Chess. 
На 30 април 2023 г. Дин Лижън става 23-ият световен шампион на ФИДЕ по класически шах, след равенство 7:7 в редовните партии и 3 ремита и победа в четвъртата партия от тайбрека на бърз шах срещу руския гросмайстор Ян Непомнящий. Той е първият шахматист от Китай, спечелил световната титла. 
През ноември – декември 2024 г. в Сингапур Дин Лижен губи мача за титлата от претендента Гукеш Доммараджу от Индия със 6½:7½ точки след грешка и загуба в последната, 14-та партия.